# Désiré Keteleer
Désiré Keteleer est un coureur cycliste belge, né le 13 juin 1920 à Anderlecht et mort le 17 septembre 1970 à Rebecq-Rognon. Professionnel de 1942 à 1961, il a notamment remporté la Flèche wallonne en 1946 et la première édition du Tour de Romandie en 1947.

## Palmarès
- 1939
  - 3e du championnat de Belgique sur route juniors
- 1943
  - 3e de la Flèche wallonne
  - 3e de Bruxelles-Paris
  - 9e de Paris-Tours
- 1945
  - 3e et 5e étapes du Tour de Belgique
  - 3e du Grand Prix de Vilvorde
  - 3e du Grand Prix Jules Lowie
  - 3e du Tour de Belgique
- 1946
  - 5e étape du Tour de Belgique
  - Flèche wallonne
  - Bruxelles-Spa
  - 3e du Grand Prix des Ardennes
- 1947
  - Tour de Romandie :
    - Classement général
    - 1re B et 2e étapes

  - Escaut-Dendre-Lys
  - Tour des onze villes
  - 1rea étape du Grand Prix des Routiers (contre-la-montre par équipes)
  - 6e et 7e étapes du Tour de Suisse
  - Kampenhout-Charleroi-Kampenhout
- 1948
  - 11e étape du Tour d'Italie
  - Roubaix-Huy
  - Circuit des régions frontalières
- 1949
  - 15e étape du Tour de France
  - 2e du Tour des Pays-Bas
- 1950
  - 2e étape du Tour de Romandie
  - 5e, 8e, 13e et 17e étapes du Tour d'Allemagne
  - 3e étape du Tour de Catalogne
  - 3e du Championnat de Zurich
  - 3e des Boucles de la Gartempe
  - 9e de Paris-Bruxelles
- 1952
  - 4e étape du Tour d'Italie
  - 1re étape du Tour de Suisse
  - 3e du Tour d'Hesbaye
  - 5e de Paris-Nice
  - 6e de Paris-Roubaix
  - 7e du Tour des Flandres
  - 9e de la Flèche wallonne
  - 10e du Challenge Desgrange-Colombo
- 1953
  - Championnat de Belgique des clubs du contre-la-montre
  - 4e étape du Tour d'Afrique du Nord
  - 2e du Tour des Flandres
  - 2e du Grand Prix de la ville de Zottegem
  - 3e du Circuit du Brabant central
  - 3e du Tour du Brabant
  - 3e du Circuit Hesbaye-Condroz
  - 8e de Paris-Roubaix
- 1954
  - 3e de Bruxelles-Izegem
- 1955
  - 2e de Gand-Wevelgem
  - 3e de Tour du Limbourg
- 1956
  - 2e du Grand Prix de Vilvorde
  - 3e de Gand-Wevelgem
  - 6e de Liège-Bastogne-Liège
- 1957
  - 1re étape de Paris-Nice
  - 2e de Paris-Nice
  - 8e de Paris-Bruxelles
- 1958
  - 5e étape du Tour de Suisse
  - 1reb étape du Tour du Latium (contre-la-montre par équipes)
  - 2e du Tour de Sardaigne
  - 3e du Grand Prix d'Antibes
  - 5e du Tour de Suisse
  - 10e de Milan-San Remo
- 1959
  - 2e du Tour du Brabant

## Résultats sur les grands tours

### Tour de France
2 participations
- 1949 : 34e, vainqueur de la 15e étape
- 1957 : 17e

### Tour d'Italie
7 participations
- 1948 : abandon, vainqueur de la 11e étape
- 1950 : 42e
- 1951 : 60e
- 1952 : 33e, vainqueur de la 4e étape
- 1955 : 59e
- 1958 : 29e
- 1959 : 30e
- 1960 : abandon (18e étape)